# Stefan Nebel
Stefan Nebel (* 13. Februar 1981 in Velbert) ist ein ehemaliger deutscher Motorradrennfahrer.

## Karriere
Bereits Vater Peter Nebel war Motorradrennfahrer. So erlernte Stefan Nebel bereits im Alter von drei Jahren auf einer Yamaha PW50 das Motorradfahren. Seine erste Leidenschaft gehörte dem Motocross, bis ein schwerer Sturz ihn motivierte, auf die Straße in den Minibike-Bereich zu wechseln. Dort wurde er 1994 und 1995 Deutscher Meister. Anschließend wechselte Nebel in den ADAC Junior Cup auf Aprilia RS 125 und erreichte 1996 dort den zehnten Platz, 1997 wurde Nebel ADAC-Junior-Cup-Meister. Anschließend wurde er ins Hein-Gericke-Junior-Programm aufgenommen.
Erste Straßen-Renneinsätze bei den Erwachsenen hatte Stefan Nebel 1996 auf Honda RS 125 im OMK-Pokal mit einem Sieg und in der deutschen Meisterschaft mit dem fünften Platz in Assen. 1998 startete er in der Supersport-Weltserie auf Kawasaki, sein bestes Ergebnis in diesem Jahr war der elfte Rang beim Lauf im US-amerikanischen Laguna Seca. 1999 und 2000 bestritt Nebel die deutsche Supersport-Meisterschaft auf Laaks-Yamaha YZF-R6 und belegte jeweils den siebten Rang im Endklassement. 2001 wechselte er ins Karthin-Team und startete wieder auf Yamaha R6. Nach einem schweren Sturz beim ersten Saisonlauf am Lausitzring musste Nebel drei Monate lang pausieren, trotzdem siegte er im Saisonverlauf zweimal und belegte den sechsten Gesamtrang.
2002 startete der 174 cm große Stefan Nebel sowohl in der deutschen Supersport- als auch in der deutschen Superstock-Meisterschaft. In der Superstock-Klasse gewann er auf Schäfer-Suzuki GSX-R 1000 den Titel, in der Supersport-DM wurde er Vize-Meister. In der Saison 2003 bestritt Nebel für Schäfer-Suzuki die deutsche Superbike-Meisterschaft und sicherte sich souverän den Titel. 2004 ging er für Emonts-Yamaha auf Yamaha YZF-R1 an den Start und erreichte Platz sechs in der Superbike-DM. In der Saison 2005 gewann Stefan Nebel im Team Yamaha Deutschland seinen zweiten deutschen Meistertitel bei den Superbikes. Im selben Jahr belegte er beim Superstock-1000-Cup-Lauf im französischen Magny-Cours den dritten Platz. Als das Yamaha-Team Ende 2005 sein Engagement aus finanziellen Gründen beendete, wechselte er 2006 zum Team Docshop und wurde auf Kawasaki ZX-10R Vierter der Superbike-DM. Zur Saison 2007 kehrte Stefan Nebel zurück ins Schäfer-Team und wurde Fünfter der deutschen Superbike-Meisterschaft, außerdem belegte er beim 8-Stunden-Rennen von Suzuka den vierten und bei den 24 Stunden von Le Mans für Motorräder den fünften Platz.
Seit dem Frühjahr 2008 arbeitet Stefan Nebel als Testfahrer für den österreichischen Hersteller KTM, wo er mit der Weiterentwicklung der KTM 1190 RC8 beschäftigt ist.
Ende 2014 beendete Nebel seine aktive Karriere. Im Juni 2015 kommentierte der Rheinländer an der Seite von Lenz Leberkern und Harry Weber das 8-Stunden-Rennen von Suzuka für Eurosport.
Von Juli 2015 bis Ende 2018 war er Co-Kommentator bei Eurosport für die Motorrad-Weltmeisterschaft tätig. Übernahm er anfangs noch die Rolle des Kommentators an der Boxengasse als Ersatz für Alex Hofmann an der Seite Harry Webers, kommentierte er die Übersee-Rennen mit Ron Ringguth, Johannes Orasche und Hofmann. Nachdem Ringguth und Hofmann Eurosport Anfang 2016 den Rücken gekehrt hatten, kommentierte er jedes Rennen an gemeinsam mit Orasche bzw. Weber. Nach dem Tod Ralf Waldmanns Anfang 2018 war er bei den Europa-Rennen auch wieder aus der Boxengasse zu hören. Nun kommentierte für das letzte Eurosport-Jahr die MotoGP- und Moto2-Rennen mit Weber sowie die Moto3-Rennen mit Ruben Zimmermann. 2015 hatte er zudem an einem Wochenende die Superbike- und Supersport-Weltmeisterschaft an der Seite Lenz Leberkerns kommentiert.
Seit 2019 kommentiert Nebel die Superbike-Weltmeisterschaft auf ServusTV neben Philipp Krummholz bzw. Bernd Kainz, teilt sich diesen Job allerdings mit Sandro Cortese. Auch hier übernimmt er die gleiche Position wie bei Eurosport. Auch bei den Motorrad-WM-Rennen, die ServusTV ebenfalls überträgt, war Nebel zwischen 2020 und 2022 gelegentlich aus der Boxengasse zu hören.

## Titel
- 2002 – Deutscher Superstock-Meister auf Suzuki
- 2003 – Deutscher Superbike-Meister auf Suzuki
- 2005 – Deutscher Superbike-Meister auf Yamaha